# El auge del humano 3
El auge del humano 3 es una película dramática argentina de 2023 escrita, producida, editada y dirigida por Eduardo Williams.
La película fue seleccionada para competir en la sección oficial por el Leopardo de Oro  en el Festival Internacional de Cine de Locarno de 2023. En el festival suizo ganó el premio Boccalino de Oro. También participó en la sección Wavelengths del Festival Internacional de Cine de Toronto de 2023.

## Sinopsis
Diferentes grupos de personas deambulan por un mundo lluvioso, ventoso y oscuro. Pasan el tiempo juntos, intentando escapar de sus deprimentes trabajos y adueñarse de la cuestión de qué hacer con su tiempo.

## Reparto
- Bo-Kai Hsu
- Meera Nadarasa
- Sharika Navamani
- Abel Navarro
- Livia Silvano
- Ri Ri Yang

## Premios y nominaciones
| Año  | Premio/Festival de Cine                           | Fecha del evento                    | Categoría                                    | Nominado             | Resultado | Ref.  |
| ---- | ------------------------------------------------- | ----------------------------------- | -------------------------------------------- | -------------------- | --------- | ----- |
| 2023 | Festival de Locarno                               | 2 de agosto al 12 de agosto         | Sección oficial                              | El auge del humano 3 | Nominado  | [ 1 ] |
| 2023 | Festival de Locarno                               | 2 de agosto al 12 de agosto         | Boccalino de Oro de la Crítica Independiente | El auge del humano 3 | Ganador   | [ 2 ] |
| 2023 | Festival de Toronto                               | 7 de septiembre al 17 de septiembre | Wavelengths                                  | El auge del humano 3 | Nominado  | [ 3 ] |
| 2024 | Premios de la Sociedad Internacional de Cinéfilos | 10 de febrero                       | Mejor película                               | El auge del humano 3 | Pendiente | [ 4 ] |